# Circus of Doom
Circus of Doom är det finländska heavy metal-bandet Battle Beasts sjätte studioalbum, utgivet i januari 2022 på Nuclear Blast Records och i Japan på Chaos Reigns.
Liksom bandets tre föregångsalbum nådde även Circus of Doom förstaplatsen på den finska topplistan. Albumet nådde även 9:e plats på den tyska topplistan.
Musikvideor släpptes till "Master of Illusion", "Eye of the Storm", "Where Angels Fear to Fly" och "Wings of Light".

## Låtlista
1. "Circus of Doom" – 4:57
2. "Wings of Light" – 4:07
3. "Master of Illusion" – 4:08
4. "Where Angels Fear to Fly" – 3:56
5. "Eye of the Storm" – 4:26
6. "Russian Roulette" – 4:16
7. "Freedom" – 3:44
8. "The Road to Avalon" – 4:30
9. "Armageddon" – 3:43
10. "Place That We Call Home" – 3:47

## Medverkande
Musiker
- Noora Louhimo – sång
- Juuso Soinio – gitarr
- Joona Björkroth – gitarr
- Eero Sipilä – basgitarr
- Janne Björkroth – keyboard
- Pyry Vikki – trummor

Bidragande musiker
- Joonas Kaikko – slagverk

Produktion
- Janne Björkroth – producent, inspelningstekniker, mixning
- Joona Björkroth – inspelningstekniker
- Mika Jussila – mastering
- Elise Widemark – låttexter
- Jan Yrlund – omslagskonst, design, layout
- Terhi Ylimäinen – foto
- Jaakko Manninen – foto